# Hoher Eimberg
Der Hohe Eimberg bei Willingen ist ein 806,1 m ü. NHN hoher Berg im Rothaargebirge auf der Grenze des hessischen Landkreises Waldeck-Frankenberg und nordrhein-westfälischen Hochsauerlandkreises.

## Geographie

### Lage
Der Hohe Eimberg liegt im Nordostteil des Rothaargebirges an der Nahtstelle von Hochsauerland im westfälischen Hochsauerlandkreis und Upland im nordhessischen Landkreis Waldeck-Frankenberg im beiderseits der Landesgrenze liegenden Naturpark Diemelsee. Er stellt die südliche Erhebung des Bergzuges Dreis dar, dessen nördliche der Dreiskopf ist. Sein Gipfel erhebt sich auf Willinger Gebiet wenige Meter südöstlich der Grenze, etwa 2 km nordnordwestlich des Willinger Kernorts, 2 km westlich von dessen Ortsteil Schwalefeld und 3,8 km (je Luftlinie) südsüdöstlich von Brilon-Wald; nahe dem Gipfel befindet sich auf 805,5 m Höhe der an der Grenze gelegene höchste Punkt vom Stadtgebiet des westfälischen Brilon. Passiert wird der Berg im Westen von der in Süd-Nord-Richtung fließenden Hoppecke und im Osten von der in gleicher Richtung verlaufenden Itter, die jeweils Zuflüsse der Diemel sind.

### Berghöhe
Die Höhe des Hohen Eimbergs wird oftmals nur mit 796 m oder rund 800 m angegeben, was sich allerdings auf einen rund 330 m südwestlich seines Gipfels gelegenen trigonometrischen Punkt auf 796,5 m Höhe bezieht.

## Naturräumliche Zuordnung und Landschaftsschutz
Der Hohe Eimberg gehört in der naturräumlichen Haupteinheitengruppe Süderbergland (Nr. 33) in der Haupteinheit Rothaargebirge (mit Hochsauerland) (333) und in der Untereinheit Hochsauerländer Schluchtgebirge (333.8) größtenteils zum Naturraum Schellhorn- und Treiswald (333.82), wobei seine Südflanke in der Untereinheit Upland (333.9) zum Naturraum Inneres Upland (333.90) zählt.
Auf den westfälischen Teilen des Berges liegen Teile des Landschaftsschutzgebiets Hoppecke-Diemel-Bergland (Landschaftstyp A) (CDDA-Nr. 345020; 1989 ausgewiesen; 78,03 km² groß).

## Geplantes Pumpspeicherkraftwerk
Seit 2011 laufen Planungen der Energieversorgungsunternehmen Mark-E (Hagen) und Grünwerke (Düsseldorf), ein Pumpspeicherkraftwerk mit einem Oberbecken auf dem Hohen Eimberg und einem Unterbecken im Itterbachtal bei Schwalefeld mit einer Investitionssumme von rund 500 Millionen Euro zu errichten. Alternativort für eine solche Anlage ist der Sorpeberg bei Glinge (Finnentrop) im benachbarten Kreis Olpe. Derzeit wird von mindestens zehn Jahren Planungs- und Realisierungszeitraum ausgegangen. Der Baubeginn soll nicht vor 2019 stattfinden.
Das Oberbecken des Standorts Hoher Eimberg, für das 23,5 ha Fläche bei 128.192 m² Staufläche benötigt werden, soll rund 2,67 Millionen m³ Wasser mit 2,51 Mio. m³ Pendelwassermenge aufnehmen können. Bei 30 m Tiefe soll es von einem ringförmigen Erd- und Steinschüttdamm mit 15 m Höhe eingefasst werden, wobei das Dammmaterial im Massenausgleich aus dem auszubaggernden Beckenbereich käme. Es wären 1,52 Mio. m³ Bodenbewegungen erforderlich. Durch einen Einlaufturm und einen daran anschließenden, etwa 400 m langen Druckschacht soll das Wasser bei 323,5 m Höhenunterschied zum im Itterbachtal stehenden Krafthaus mit den Pumpenturbinen fallen. Dort soll nahe Schwalefeld das 24 ha große Unterbecken mit einem etwa 34 m hohen und 214 m langen Erd- und Steinschüttdamm entstehen; das Dammmaterial könnte aus dem beim Bau von erforderlichen Stollen anfallenden Abraum entnommen werden. Es soll 3,18 Mio. m³ Maximalvolumen und 2,55 Mio. m³ Nutzraum auf 227.450 m² Staufläche haben. Im Beckenbereich müsste die L 3393 (s. u.) auf etwa 3 km Länge verlegt werden.
Für die Kraftwerkanlage müssen auch je ein Druckstollen, Zufahrtsstollen und Druckschacht sowie die Energieableitung errichtet werden. Für das Kavernenkraftwerk sind 324 MW Leistung bei einer Energieerzeugung von 1950 Megawattstunden geplant.

## Verkehr und Wandern
Vorbei am Hohen Eimberg führen im Westen die Bundesstraße 251, die von Brilon durch Brilon-Wald nach Willingen verläuft, und im Osten die Landesstraße 3393, die von Bontkirchen durch Schwalefeld nach Willingen führt und dort auf die B 251 trifft. Zum Beispiel an diesen Straßen beginnend kann der Berg auf zumeist Waldwegen und -pfaden erwandert werden. Der Briloner Kammweg, ein Wanderweg mit dem Gütesiegel Qualitätsweg Wanderbares Deutschland des Verbands Deutscher Gebirgs- und Wandervereine, führt auf seinem 49 km langen Weg unter anderem über den Berg und wieder zurück nach Brilon.